# 22 січня
22 січня — 22-й день року в григоріанському календарі. До кінця року залишається 343 дні (344 дні — у високосні роки).

## Свята і пам'ятні дні

### Національні
- Україна: Свято IV Універсалу (День проголошення незалежності Української Народної Республіки, 1918, неофіційно).
- Україна: День Соборності України (1919).
- Болівія: День заснування Багатонаціональної Держави.

### Релігійні

#### Західне християнство
- Пам'ять святих Анастасія Перського, Вільяма Джозефа Шамінада[en], Вінцентія Паллотті, Вінцентія Сарагоського, Вінцентія, Оронтія та Віктора[en], Ґауденція Новарського[en], Ласла Баттіані-Стратманна[en] та Лаури Вікуньї[en].

#### Східне християнство[1]
- Пам'ять апостола від сімдесяти Тимотея Ефеського;
- Пам'ять преподобномучеників Анастасія Персидського та диякона Анастасія Києво-Печерського;
- Пам'ять мучеників Мануїла, Георгія, Петра, Леонтія, єпископів, Сионія, Гавриїла, Іоана, Леонта, Парода, пресвітерів, та інших 377.

## Іменини
✝  Католицькі: Анастасій, Вільям, Вінцентій, Віктор, Ґауденцій, Джозеф, Ласло, Оронтій, Лаура.
✙ Православні: Анастасій, Гавриїл, Георгій, Іван, Леонтій, Мануїл, Парод, Петро, Сіоній, Тимотей, Яків.

## Події
- 1506 — перші швейцарські гвардійці прибули на службу до папи Юлія II.
- 1648 — почалася Хмельниччина.
- 1861 — французький мандрівник Анрі Муо виявив в джунглях Камбоджі гігантський храмовий комплекс Ангкор-Ват.
- 1863 —  у Польщі спалахнуло Січневе повстання проти панування Російської імперії.
- 1879 — початок битви при Роркс-Дрифт.
- 1905 — масовий розстріл робітничої демонстрації в Петербурзі, очолюваної священником Георгієм Гапоном — «Кривава неділя».

- 1918 — у будинку Педагогічного музею Малою Радою затверджено IV Універсал, що проголосив Україну незалежною державою.

- 1919 — Директорія УНР проголосила Акт злуки УНР та ЗУНР. ЗУНР перетворено в Західні Області УНР.
- 1942 — з Києва вирушив перший потяг з робітниками, загітованими на роботу в Німеччині (остарбайтери). Згодом такі вивезення стануть примусовими.
- 1946 — утворено Закарпатську область Української Радянської Соціалістичної Республіки, з 1991 України.
- 1963 — Федеральний канцлер ФРН Конрад Аденауер і президент Франції Шарль де Голль підписали в Парижі франко-німецький договір про дружбу (Єлисейський договір).
- 1969 — 21-річний офіцер Віктор Ільїн спробував здійснити замах на генерального секретаря ЦК КПРС Леоніда Брежнєва, однак помилково обстріляв машину, в якій їхали космонавти.
- 1970 — відбувся перший регулярний політ «Боїнга 747» з пасажирами на борту — літак вилетів з Нью-Йорка і через шість з половиною годин приземлився в Лондоні.
- 1987 — Філ Донаг'ю став першим американським ведучим, що провів телевізійні ток-шоу в СРСР.
- 1990 — майже все населення Баку вийшло на поховання жертв «Чорного січня».
- 1992 — канадка українського походження Роберта Боднар, завдяки участі в програмі Space Shuttle, стає першою канадкою та першим неврологом у космосі.
- 1992 — Філіппіни визнали незалежність України.
- 1992 — Україна встановила дипломатичні відносини з Іраном.
- 1992 — 22-23 січня відбувся І Всесвітній конгрес українців.
- 2006 — Ево Моралес (за етнічним походженням — аймара) склав присягу як Президент Болівії і став першим представником корінного населення, який очолив державу.
- 2010 — Віктор Ющенко підписав Указ про присвоєння провідникові ОУН Степанові Бандері звання Героя України.
- 2014 — перші загиблі на Майдані у Києві (див. Небесна Сотня, Протистояння в Україні 18—21 лютого 2014 року).

## Народились

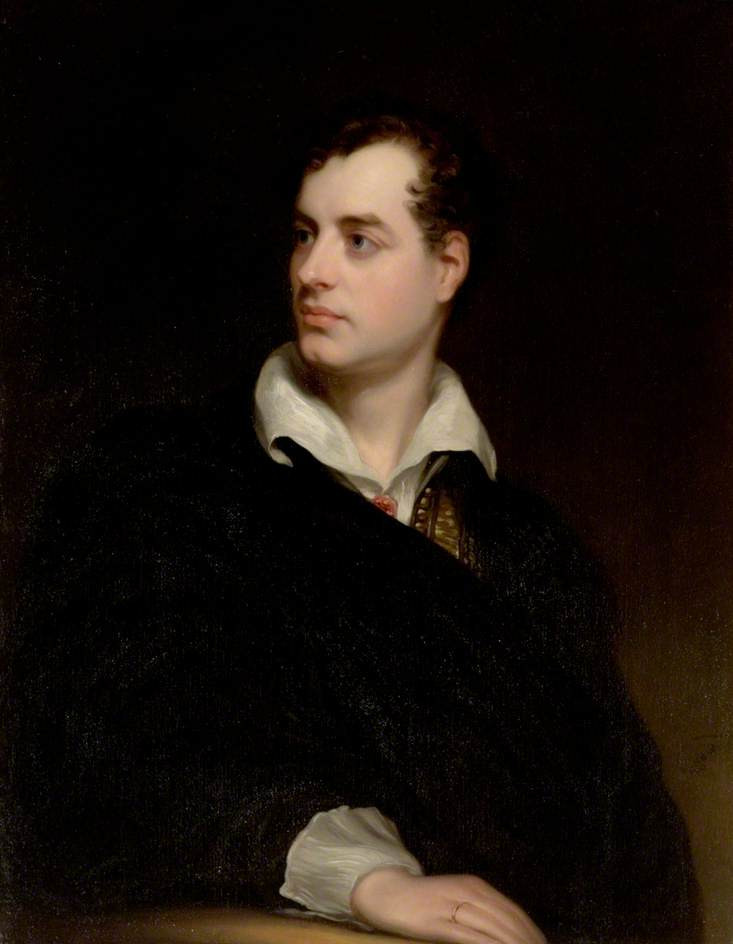
Джордж Гордон Байрон

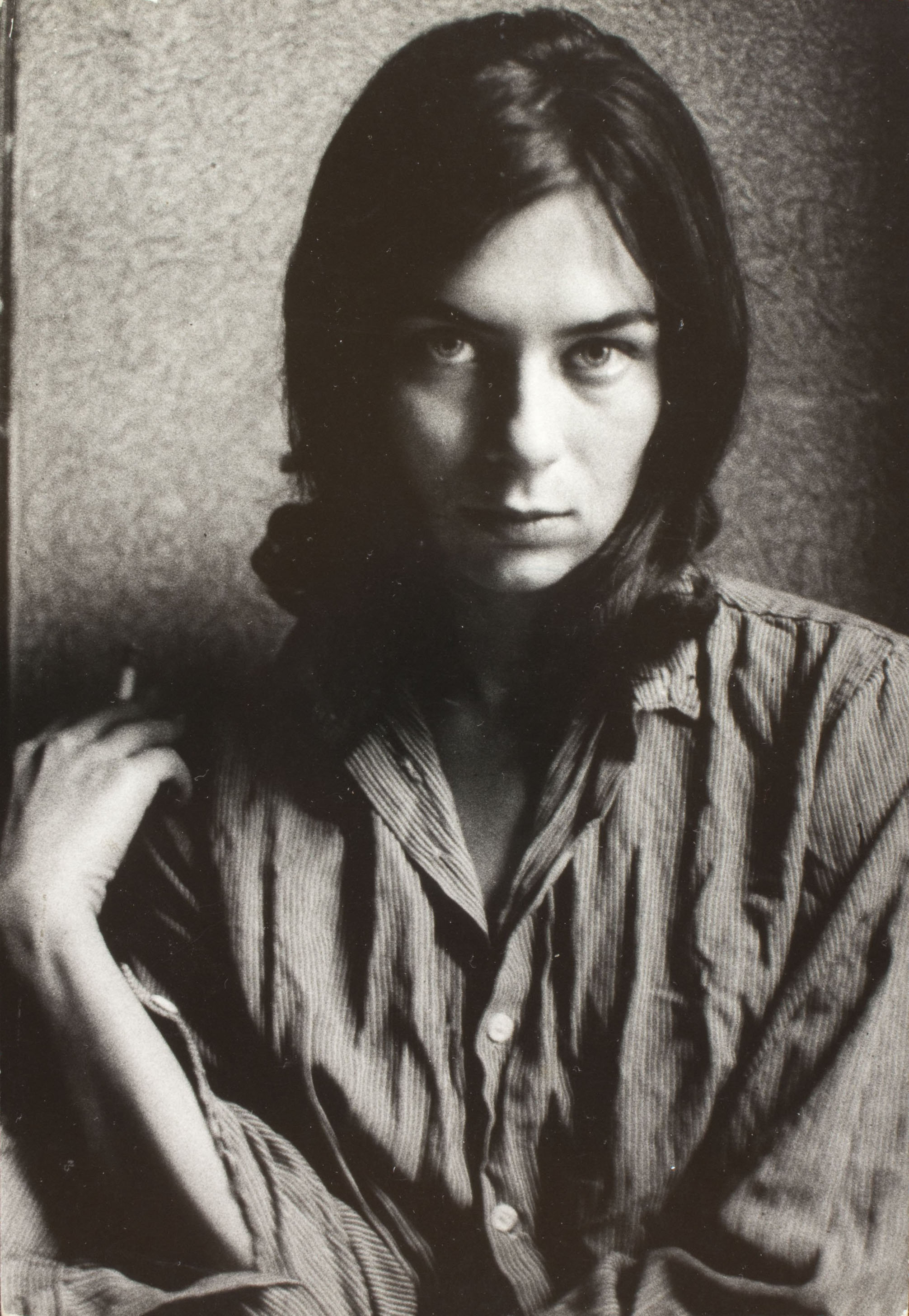
Жульєт Майнієль

Дивись також Категорія:Народились 22 січня
- 1561 — Френсіс Бекон, англійський філософ, письменник, лорд-канцлер Англії.
- 1572 — Джон Донн, англійський поет, найбільший представник метафізичного напряму. Його слова Ернест Гемінґвей використав як епіграф до роману «По кому подзвін».
- 1788 — Джордж Гордон Байрон, англійський поет («Манфред», «Дон Жуан», «Каїн», «Паломництво Чайльд Гарольда»).
- 1898 — Сергій Ейзенштейн, радянський кінорежисер, сценарист, теоретик кіно.
- 1907 — Микола Лівицький, український громадсько-політичний діяч, Президент УНР в екзилі.
- 1908 — Лев Ландау, радянський фізик, лауреат Нобелівської премії.
- 1931 — Сем Кук, американський вокаліст, один із засновників напрямку соул.
- 1933 — Анатолій Мокренко, український оперний співак (баритон).
- 1936 — Жульєт Майнієль, французька кіноакторка нової хвилі («Кузени», «Ярмарок», «Через, через жінку»[fr]).
- 1964 — Дмитро Корчинський, український літератор, драматург, політичний та громадський діяч.
- 1975 — Золтан Алмаші, сучасний український композитор і віолончеліст.
- 1980 — Бен Муді, американський поет-виконавець, музикант і музичний продюсер; колишній учасник гурту Evanescence, наразі член гурту We Are the Fallen.
- 1983 — Катерина Сердюк, українська спортсменка, віцечемпіонка Олімпійських ігор (2000 рік) зі стрільби з лука.
- 1993 — Нетта Барзілай, ізраїльська співачка.
- 1990 — Максим Кривцов, український поет, учасник російсько-української війни.

## Померли

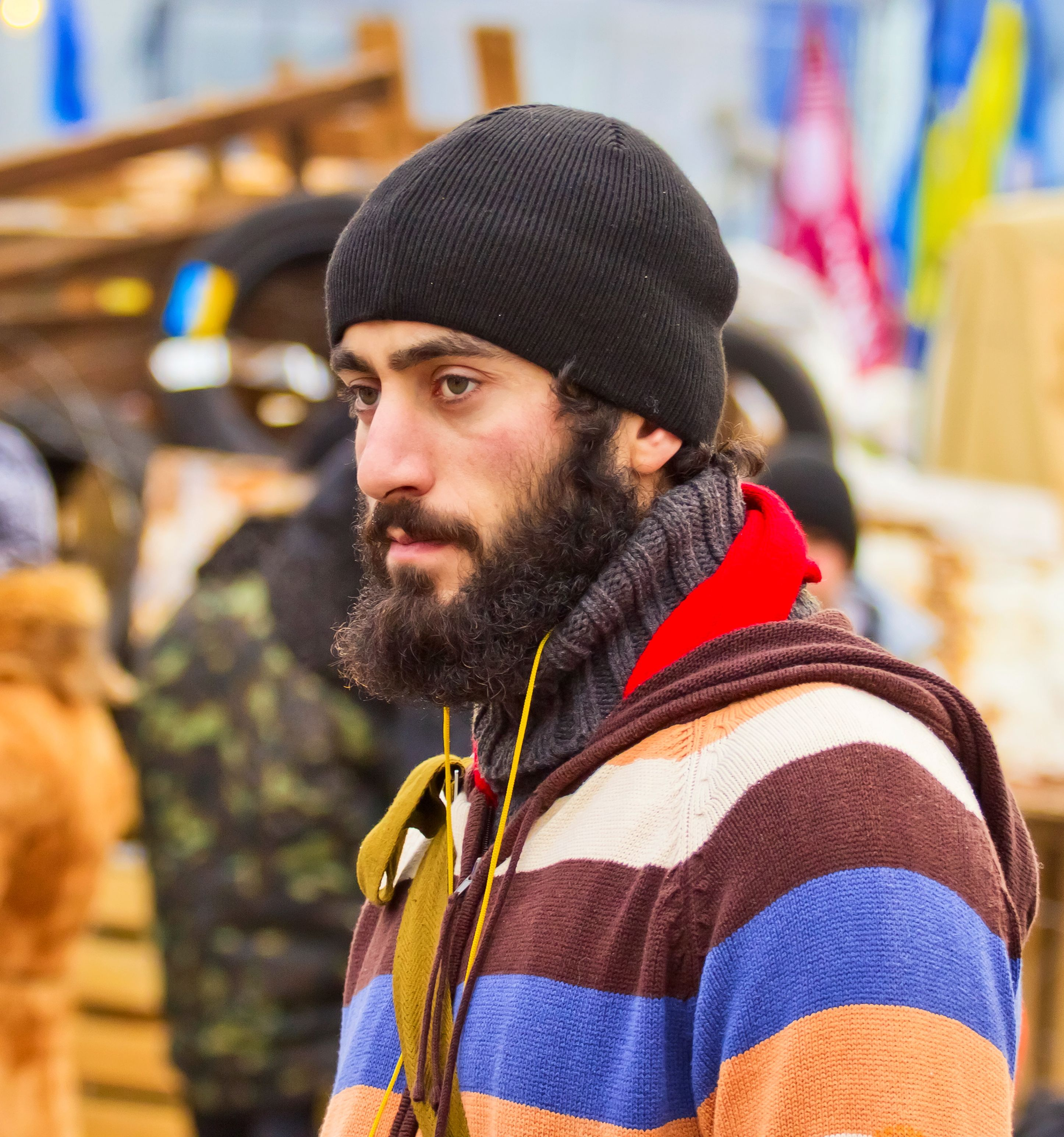
Сергій Нігоян 18 грудня 2013

Дивись також Категорія:Померли 22 січня
- 1666 — Шах Джахан, 5-й могольський падишах, за часів правління якого було збудовано мавзолей Тадж Махал.
- 1698 — Фрідріх-Казимир Кеттлер, герцог Курляндії і Семигалії.
- 1900 — Девід Едвард Г'юз, валлійський і американський фізик та винахідник.
- 1901 — Вікторія, королева Великої Британії.
- 1922 — Каміль Жордан, французький математик.
- 1973 — Ліндон Джонсон, 36-й президент США.
- 1983 — Михайло Марченко, український історик, перший радянський ректор Львівського університету.
- 1993 — Кобо Абе, японський письменник, драматург і сценарист, автор романів «Жінка в пісках», «Чуже обличчя», «Спалена карта», «Людина-скриня».
- 2008 — Клод Пірон, визначний швейцарський лінгвіст і психолог, видатний есперантист, відомий письменник і поет мовою есперанто.
- 2008 — Гіт Леджер, австралійський кіноактор, нагороджений премією «Оскар» посмертно («Темний лицар»).
- 2014 — Сергій Нігоян та Михайло Жизневський, перші Герої Небесної сотні, загиблі під час боїв на вулиці Грушевського.
- 2014 — Роман Сеник, активіст Євромайдану.
- 2014 — Юрій Вербицький, активіст Євромайдану, закатований.